# Microstylum sessile
Microstylum sessile là một loài ruồi trong họ Asilidae. Microstylum sessile được Bezzi miêu tả năm 1908. Loài này phân bố ở vùng nhiệt đới châu Phi.